# L'Investisseur intelligent
L'Investisseur intelligent édité en français aux éditions Valor (titre original en anglais : The Intelligent Investor publié chez HarperCollins
) est l'un des premiers livres d'analyse financière, à s'être vendu à plusieurs centaines de milliers d'exemplaires. Son auteur Benjamin Graham, un économiste, professeur et investisseur américain, avait développé ses thèses dans un premier ouvrage très populaire, Security Analysis, dès les années 1930.

## Théorie
Le livre détaille la notion de "marge de sécurité" pour investir en Bourse sans trop de risque et distingue particulièrement deux attitudes en Bourse, celle de l'investisseur actif et celle de l'investisseur passif: 
- Le premier dispose de beaucoup plus de temps et d'une multitude de centres d'intérêt. Il est ainsi capable de déceler les meilleures possibilités sur le marché.
- le second investit avec précaution et fait des achats sur le long terme.

L'investisseur intelligent est devenu un classique du monde des affaires, qui a influencé les milliardaires Warren Buffett et Bill Gates, le fondateur de Microsoft.

## Accueil
Benjamin Graham est considéré comme le père de l'investissement axé sur la valeur et The Intelligent Investor était très apprécié du public et le reste. Ronald Moy, professeur d'économie et de finance à l'Université St. John's, explique que «l'influence de la méthodologie de Graham est incontestable. Ses disciples représentent un who's who virtuel d'investisseurs de valeur, dont Warren Buffett, Bill Ruane et Walter Schloss». Warren Buffett est considéré comme un brillant investisseur et le disciple le plus connu de Graham.
Selon Buffett, The Intelligent Investor est "de loin le meilleur livre sur l'investissement jamais écrit". Ken Faulkberry, fondateur d'Arbor Investment Planner, affirme : « Si vous ne pouviez acheter qu'un seul livre d'investissement au cours de votre vie, ce serait probablement celui-là ». Bon nombre des stratégies d'investissement de Graham expliquées dans le livre restent utiles aujourd'hui malgré une croissance massive et des changements dans l'économie. Le chercheur Kenneth D. Roose de l'Oberlin College écrit : « Le livre de Graham continue de fournir l'une des discussions les plus claires, les plus lisibles et les plus sages sur les problèmes de l'investisseur moyen ». The Intelligent Investor a reçu les éloges des spécialistes de l'économie et des investisseurs ordinaires et continue d'être un livre d'investissement de premier plan aujourd'hui.

## Liens
- Fiche de Benjamin Graham sur le Café de la Bourse

- Méthodologie de Benjamin Graham